# Foire de la Pentecôte à Decize
La foire de la Pentecôte à Decize, ou fête foraine de Decize (de la Pentecôte) ou encore Foire de decize, fait partie des plus grandes fêtes foraines de France. 

## Situation
Cette fête foraine prend place en plein centre-ville de Decize, de la place de Champ de foire à l'allée Marcel-Merle jusqu'à la pointe des Halles.

## Description
Chaque année, elle dure trois jours à l'occasion du week-end de la Pentecôte. Cette fête foraine, l'un des plus grandes de France, s'étend sur plus d'un kilomètre (attractions et stands forains) présents, sans oublier la venue de plus de 60 000 visiteurs qui s'y rendent, Français comme étrangers. Elle se situe à Decize dans la Nièvre, en Bourgogne-Franche-Comté.
En 2019 la fête foraine proposait un nombre total de 140 manèges.
En 2020 et 2021, la foire fut annulée à cause de la crise sanitaire.
Lors de l'édition 2023 elle comptait plus de 200 manèges, dont des nouveautés.